# پادشاهی گاندهارا
پادشاهی گاندهارا (انگلیسی: Gandhāra) (به سانسکریت: Gandhāra؛ پالی: Gandhāra) دودمانی هندوآریایی بودند که در حدود ۱۲۰۰ تا ۵۳۵ پیش از میلاد در بخشی از شمال هند و شرق افغانستان و پاکستان حکومت می‌کردند. حضور این سلسله پادشاهی در دوران عصر آهن در هندوستان اثبات شده‌است.
پادشاهی گاندارا در اواخر دوره ودایی در دو طرف رودخانه سند واقع بود و با ناحیه راولپندی امروزی پنجاب پاکستان امروزی و ناحیه پیشاور خیبر پختونخوا مطابقت دارد. در قرن ششم قبل از میلاد، گاندارا به دره کشمیر گسترش یافت.
پایتخت گانهارا تاکسیلا و شهر مهم دیگر آن پوسکالاواتی بود.
در اواخر قرن ششم قبل از میلاد، بنیانگذار امپراتوری هخامنشی، کوروش، بلافاصله پس از فتح ماد، لیدی و بابل، به گندهارا لشکر کشید و آن را به امپراتوری خود ضمیمه کرد.